# Jimmy Howard
James Russell „Jimmy“ Howard III. (* 26. März 1984 in Ogdensburg, New York) ist ein ehemaliger US-amerikanischer Eishockeytorwart. Er verbrachte seine gesamte Profikarriere bei den Detroit Red Wings, für die er zwischen 2005 und 2020 über 500 Partien in der National Hockey League (NHL) bestritt. Mit der Nationalmannschaft der USA nahm er unter anderem an den Olympischen Winterspielen 2014 teil.

## Karriere

### Jugend
Jimmy Howard begann seine Karriere im USA Hockey National Team Development Program der Spieler unter 18 Jahren und wurde mit dem US-Team U18-Weltmeister, ehe er 2002 auf die University of Maine wechselte und dort für deren Team in der Hockey East, einer Division der National Collegiate Athletic Association, spielte. Nach seiner ersten Saison wurde er zum besten Rookie der Hockey East gewählt und von den Detroit Red Wings in der zweiten Runde den NHL Entry Draft 2003 an Position 64 ausgewählt.
In der Saison 2003/04 konnte die University of Maine die Meisterschaft der Hockey East gewinnen und sich somit für das NCAA-Turnier qualifizieren, in dem die besten College-Mannschaften um die US-Meisterschaft kämpfen. Sie zogen bis ins Finale des Turniers ein, verloren dort jedoch nur sehr knapp mit 0-1. Howard erhielt nach der Saison mehrere Auszeichnungen, unter anderem als Torhüter mit den niedrigsten Gegentorschnitt in der Hockey East und als MVP der Hockey-East-Playoffs. Er konnte in der Saison mit einem Gegentorschnitt von 1,19 und einer Fangquote von 95,3 Prozent neue Rekorde in der Hockey East Association aufstellen.

### NHL
Nach einem weiteren Jahr in der College-Liga verließ er die University of Maine und erhielt im Herbst 2005 bei den Detroit Red Wings einen Drei-Jahres-Vertrag, spielte aber hauptsächlich beim Farmteam der Red Wings, den Grand Rapids Griffins in der AHL. Am 28. November 2005 erhielt er dann seine erste Chance in der NHL und überzeugte, da er von 24 Schüssen der Los Angeles Kings 22 parieren konnte. Es folgten in den nächsten zwei Wochen noch drei Einsätze für Detroit in der NHL, dann spielte er aber wieder in der AHL, wo er 27 seiner 38 Spiele gewinnen konnte und am Ende der Saison ins AHL All-Rookie Team gewählt wurde.
Zu Beginn der Saison 2006/07 schaffte er den Sprung in den NHL-Kader nicht und verbrachte das Jahr in Grand Rapids, wo er sich mit Stefan Liv die Einsätze teilte. In der regulären Saison konnte er nicht an die Leistung der Vorsaison anknüpfen, überzeugte aber trotz der Erstrundenniederlage in den Playoffs.
Howard zeigte im Trainingscamp der Detroit Red Wings im September 2007 sehr gute Leistungen, musste aber vorerst bei den Grand Rapids Griffins in der AHL bleiben, wo er sich die Torhüterposition mit Adam Berkhoel teilte. Die Griffins spielten die schwächste Saison seit ihrer Ligazugehörigkeit und auch Howard zeigte Schwächen. Im Februar 2008 kam er aber für die Red Wings in der NHL vier Mal zum Einsatz, da Stammtorhüter Dominik Hašek verletzt war. In den Playoffs kehrte er nochmal in den Kader der Red Wings zurück, als sie den Stanley Cup gewannen, Howard wurde als dritter Torwart hinter Chris Osgood und Hašek jedoch nicht eingesetzt.
In der Vorbereitung für die Saison 2008/09 versuchte sich Howard erneut für einen Platz im NHL-Kader zu qualifizieren, konnte sich aber nicht gegen Chris Osgood und Ty Conklin durchsetzen. Stattdessen bildete er mit dem jungen Schweden Daniel Larsson das Torhütergespann bei den Griffins. Howard startete als Stammtorhüter in die Saison, doch nachdem Larsson bessere Leistungen zeigte, teilte sie sich die Einsatzzeiten. In den ersten beiden Monaten zeigte Howard Schwächen und konnte die Erwartungen nicht vollständig erfüllen, doch er steigerte sich im Laufe der Saison deutlich und wurde Ende Januar 2009 zum AHL-Spieler der Woche gewählt. Im Februar kam er für ein Spiel in der NHL zum Einsatz, kehrte aber wieder zum Farmteam zurück, wo er mit seinem 89. Karriere-Sieg im Trikot der Griffins am 27. März einen neuen Franchiserekord aufstellte.
Mit Beginn der Saison 2009/10 etablierte sich Howard als Stammtorhüter der Red Wings und gab diese Position nur kurzzeitig in der Spielzeit 2016/17 an Petr Mrázek ab. Erst in der Spielzeit 2019/20 kehrte er in die Rolle des „Backup“ zurück, als Jonathan Bernier den Großteil der Spiele bestritt. Anschließend wurde sein auslaufender Vertrag im Herbst 2020 nicht verlängert, sodass er die Red Wings nach 15 Jahren verließ und seine Karriere schließlich im Januar 2021 offiziell für beendet erklärte. In der Historie des Teams hatten auf der Torhüterposition nur Terry Sawchuk und Chris Osgood mehr Spiele bestritten oder Siege verzeichnet als Howard.

## Erfolge und Auszeichnungen
| - 2002 Dave Peterson Goalie of the Year (Bester Torhüter von USA Hockey) - 2003 Hockey East All-Rookie Team - 2003 Hockey East Rookie of the Year - 2004 Hockey East Goaltending Leader Award - 2004 Hockey East First All-Star Team - 2004 Hockey East Playoff-MVP - 2004 Lamoriello-Trophy-Gewinn mit der University of Maine - 2004 NCAA East Second All-American Team | - 2006 AHL All-Rookie Team - 2008 Teilnahme am AHL All-Star Classic - 2010 NHL-Rookie des Monats März - 2010 NHL All-Rookie Team - 2012 Teilnahme am NHL All-Star Game - 2015 Teilnahme am NHL All-Star Game (verletzungsbedingte Absage) - 2019 Teilnahme am NHL All-Star Game |

### International
- 2002 Goldmedaille bei der U18-Junioren-Weltmeisterschaft

## Karrierestatistik

### International
Vertrat die USA bei:
| - U18-Junioren-Weltmeisterschaft 2002 - U20-Junioren-Weltmeisterschaft 2003 - Weltmeisterschaft 2012 | - Olympischen Winterspielen 2014 - Weltmeisterschaft 2017 |

(Legende zur Torhüterstatistik: GP oder Sp = Spiele insgesamt; W oder S = Siege; L oder N = Niederlagen; T oder U oder OT = Unentschieden oder Overtime- bzw. Shootout-Niederlage; Min. = Minuten; SOG oder SaT = Schüsse aufs Tor; GA oder GT = Gegentore; SO = Shutouts; GAA oder GTS = Gegentorschnitt; Sv% oder SVS% = Fangquote; EN = Empty Net Goal; 1 Play-downs/Relegation; Kursiv: Statistik nicht vollständig)